# Аркольський міст
Арко́льский міст (фр. Pont d'Arcole) — міст у центрі Парижа, з'єднує острів Сіте з правим, північним берегом Сени та площею перед столичною мерією, колишньою Гревською площею.

## Історія
Нинішній міст було встановлено 1856 року. Це вже другий міст на цьому місці, перший був підвісним та пішохідних (1828) та називався Гревським, за назвою площі. Нинішню назву дано Наполеоном III на честь перемоги його дядька, Наполеона Бонапарта в Аркольській битві.
Аркольский міст — перший металевий міст у Парижі. Міст виготовлено з чавуну. Ширина моста 20 метрів. Міст являє собою металеву конструкцію у вигляді арки з прольотом 80 м, що спирається на кам'яні опори. 1856 року міст було встановлено під керівництвом інженера Альфонса Удрі (Alphonse Oudry, 1819–1869). Усі роботи було закінчено за короткий термін, усього за 3 місяці.
22 січня 1871 року на мосту відбулися запеклі сутички між прихильниками Паризької комуни та національною гвардією.
У серпні 1944 року по Аркольському мосту до Паризької мерії в'їхали перші танки генерала Леклерка під час операції зі звільнення Парижа від нацистського війська.
У 1994–1995 роки було проведено роботи з ґрунтовної реставрації мосту.

## Література

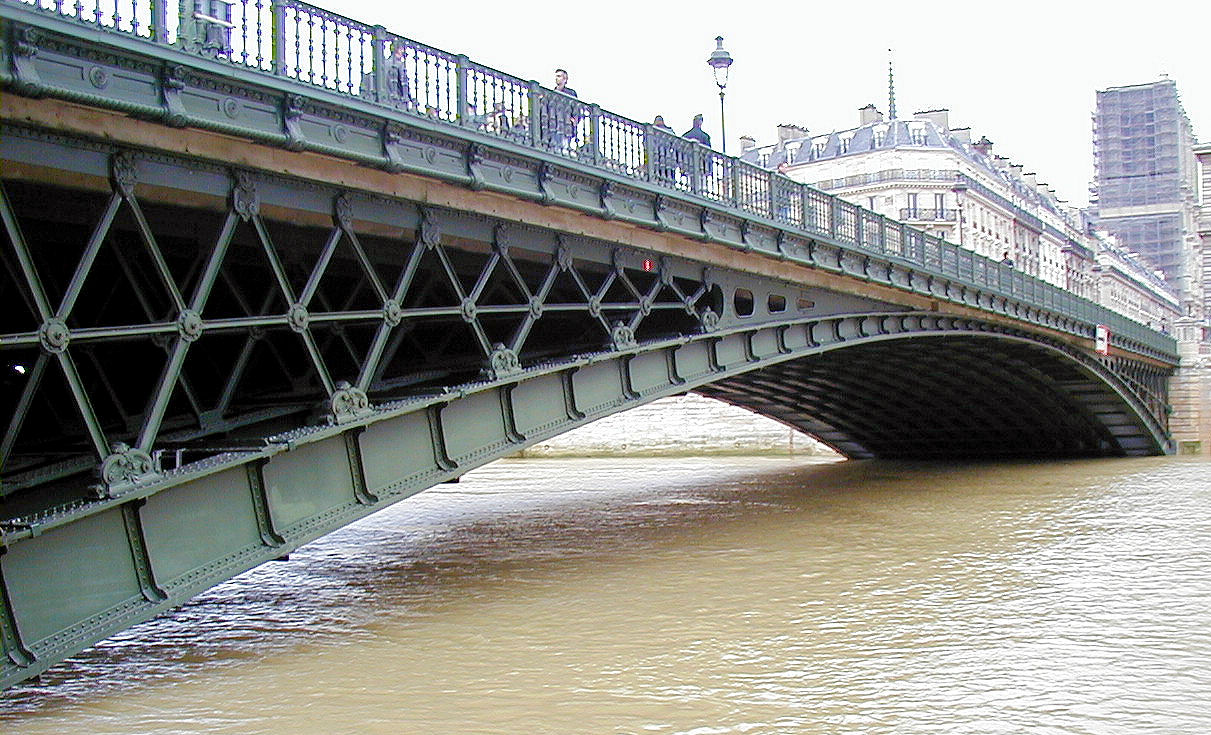